# نه زندگی (فیلم ۲۰۰۲)
نه زندگی (انگلیسی: Nine Lives) فیلمی در ژانر ترسناک است که در سال ۲۰۰۲ منتشر شد. از بازیگران آن می‌توان به پاریس هیلتون اشاره کرد.